# Томас Вільям Гардвік
Томас Вільям Гардвік (англ. Thomas William Hardwick 9 грудня 1872, Томасвілль, Джорджія, США — 31 січня 1944, Сандерсвілль, Джорджія, США) — американський політик, член Палати представників Джорджії (1898‒1902), член Палати представників США від 10-го округу Джорджії, сенатор від штату Джорджія (1914‒1919) і губернатор Джорджії (1921‒1923).

## Життєпис

### Ранні роки
Закінчив Університет Мерсер 1892 року зі ступенем бакалавра мистецтв, отримав докторський ступінь в Університеті Джорджії 1893-го.

### Політична кар'єра
Томас Гардвік був прокурором округу Вашингтон, Джорджія з 1895 до 1897 року. 1898-го його було обрано до Палати представників Джорджії, 1903-го — до Палати представників США від цього ж штату.

#### Діяльність на посаді сенатора
З 1914 до 1919 Гардвік представляв Джорджію в Сенаті США. Бувши сенатором, він став співавтором Закону про імміграцію 1918 року, який був ухвалений в жовтні того ж року. Новий закон дозволив депортувати будь-якого негромадянина, що належав до анархістської організації або поширював анархістську літературу.
29 квітня 1919 року на сенатора Гардвіка було здійснено замах з боку прихильників анархіста Луїджі Ґаллеані. Вони відправили Гардвікові бомбу-пастку до його резиденції в Джорджії. Бомба вибухнула, коли служниця спробувала відкрити пакет, відірвавши їй руку. Від вибуху тяжко постраждала дружина сенатора.

#### Діяльність на посаді губернатора
Томас Гардвік служив губернатором Джорджії з 1921 до 1923. Він запам'ятався історичним рішенням призначити Ребекку Фелтон на посаду сенатора від Джорджії, внаслідок чого, вона стала першою жінкою-сенаторкою.